# Kwidzyn
Kwidzyn (in casciubo Kwidzëno, in tedesco Marienwerder) è una città polacca del distretto di Kwidzyn nel voivodato della Pomerania.

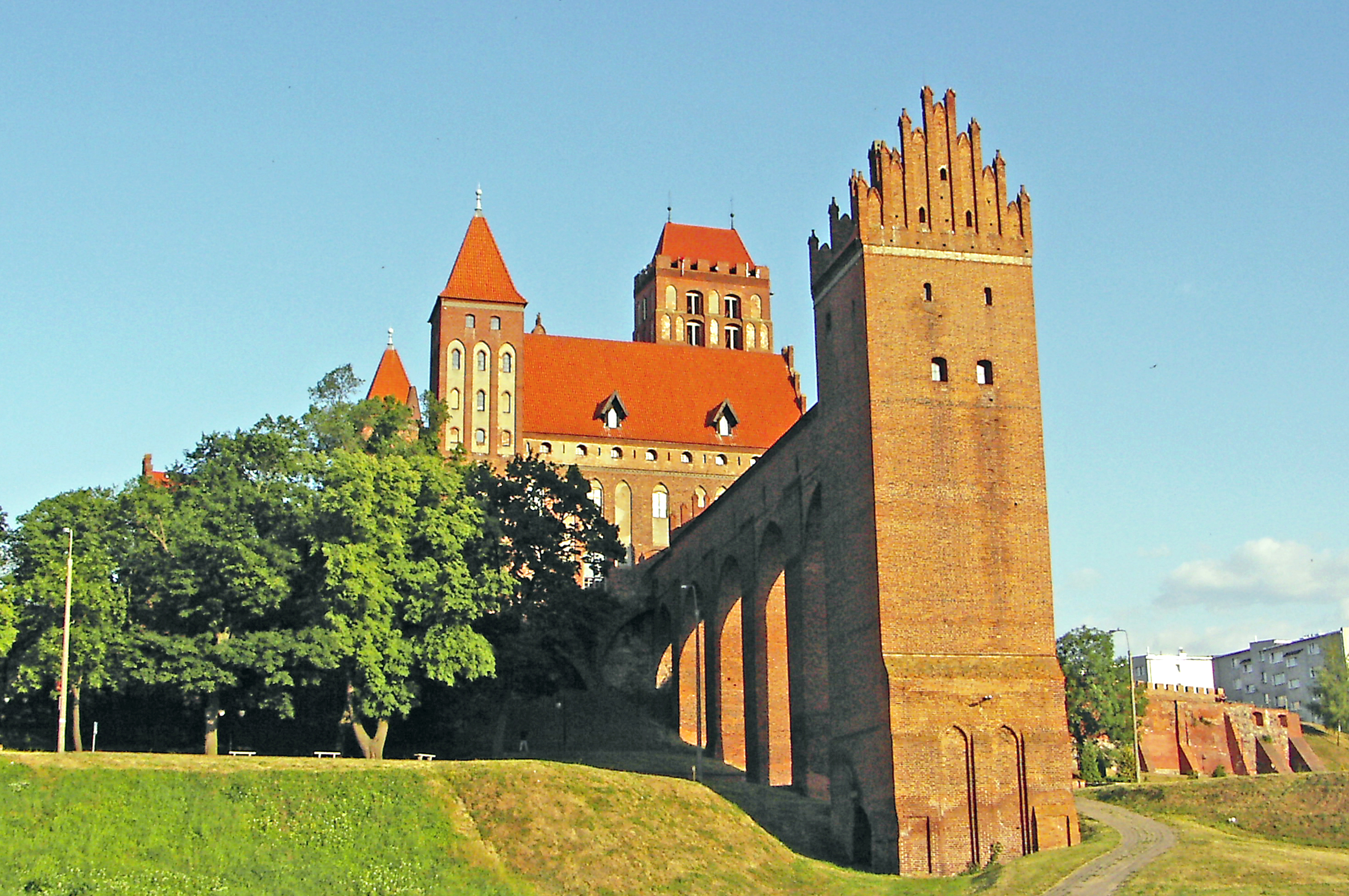
Castello di Kwidzyn

Ricopre una superficie di 22 km² e nel 2007 contava 39930 abitanti.